# Wildpark an den Eichen
Koordinaten: 50° 3′ 54″ N, 10° 14′ 39″ O
Der Wildpark an den Eichen ist ein Wildpark in Schweinfurt mit einer integrierten Freizeitanlage. Er hat eine Fläche von 18 Hektar und gehört mit jährlich 600.000 Besuchern zu den meistbesuchten Erholungs- und Freizeiteinrichtungen Bayerns. Der Wildpark wurde im Laufe seines rund 60-jährigen Bestehens nahezu ständig erweitert und ausgebaut. Er ist für den ganzjährigen Besuch geeignet, der Eintritt ist kostenlos.

## Lage
Der Wildpark an den Eichen (270–293 m ü. NHN) befindet sich im Norden des Schweinfurter Stadtgebietes, am nördlichen Rand des Stadtteils Hochfeld/Steinberg. Er ist von nahezu allen Seiten zugänglich, da er in das Fuß- und Wanderwegenetz integriert ist und das südliche Ende eines weitläufigen Naherholungsgebietes bildet. Ein weithin sichtbarer Orientierungspunkt am Rande des Parks ist das 25-geschossige Blaue Hochhaus.
Der Wildpark liegt auf einem Ausläufer der Schweinfurter Rhön, einer Landschaft, die identisch mit dem dem Naturpark Haßberge südwestlich vorgelagerten Naturraum Hesselbacher Waldland ist. Der Wildpark liegt am Südende des 3 Kilometer langen Stadtwaldes auf einem Sporn zwischen dem Zellergrund mit dem Zellergrundbach im Westen und dem Höllental mit dem Höllenbach im Osten.
Der Wildpark liegt unmittelbar nördlich einer regionalen Klimascheide zwischen der (einstmals) relativ schneereichen Schweinfurter Rhön und dem wintermilden und sommerwarmen Schweinfurter Becken im Süden.
Mit dem PKW erreicht man den Wildpark von der Innenstadt über die Staatsstraße 2280 Richtung Bad Königshofen (kostenlose Parkplätze). Mit dem ÖPNV über die Stadtbuslinie 51, Haltestelle Wildpark. Unweit östlich des Parks befindet sich die Haltestelle Deutschfeld Friedhof der Linie 52.

## Öffnungszeiten
Der Wildpark ist ganzjährig montags bis freitags von 10 bis 18 Uhr sowie samstags, sonntags und feiertags von 11 bis 18 Uhr geöffnet. Der Eintritt ist frei.

## Geschichte

### Frühere Zoologische Gärten

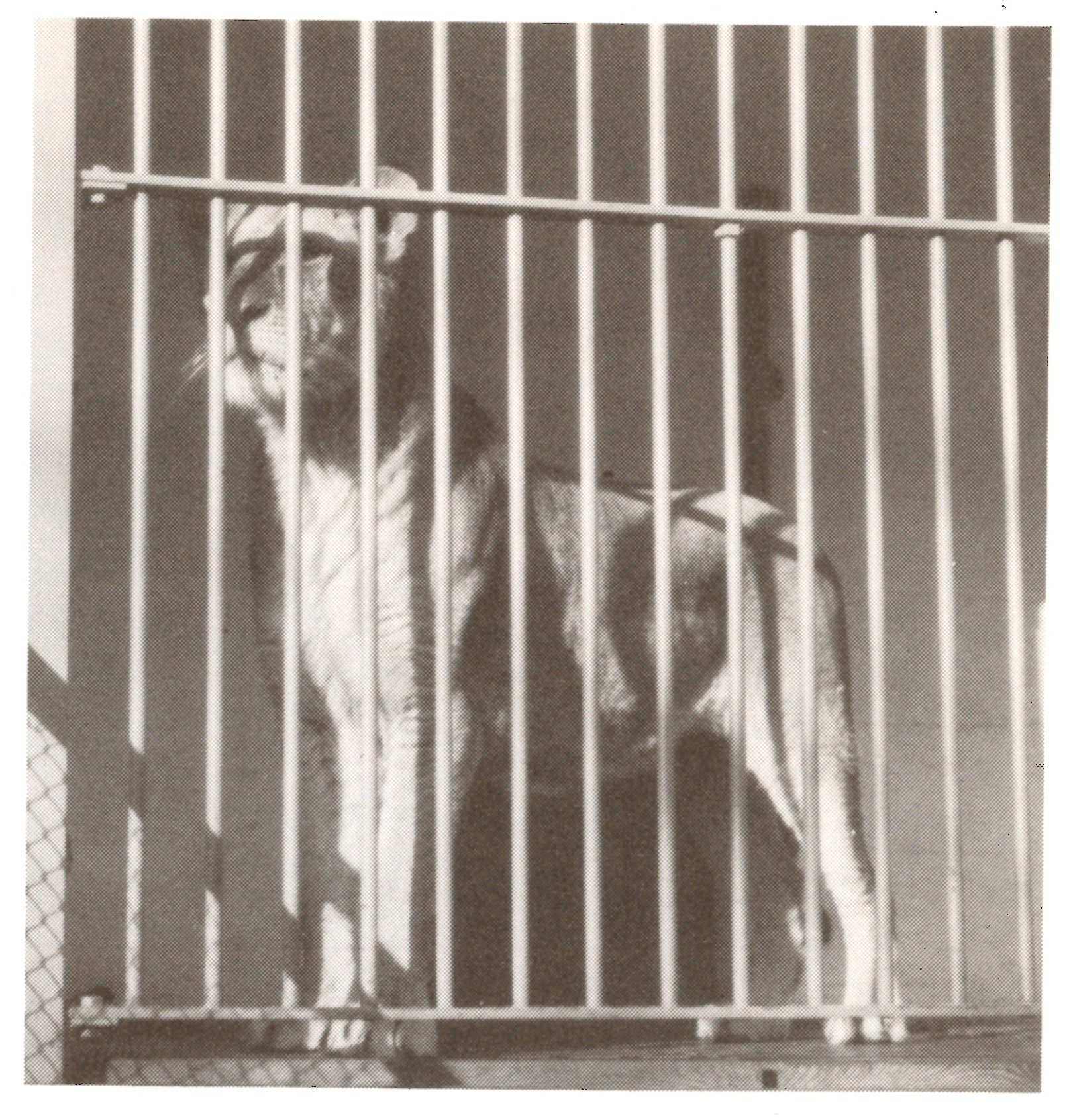
Raubtierhaus im Tiergarten an der Pfinz im Jahre 1900

Die Tradition der Zoologischen Gärten lässt sich in Schweinfurt bis in die Mitte des 19. Jahrhunderts zurückverfolgen. Bereits ab 1869 gab es einen Privatzoo auf dem Teilberg (Nähe Kiliansberg), der 1879 als Tiergarten an der Pfinz in die Wehranlagen verlegt wurde. Neben einheimischen Tieren waren dort auch exotische Arten vertreten. 1944 wurde der Zoo bei einem Bombenangriff getroffen und geschlossen. Nach dem Krieg bewarb sich Professor Bernhard Grzimek aus Frankfurt a. M. als Pächter und Betreiber und entwarf einen Ausbauplan des Zoos, der nicht realisiert wurde. Ab 1949 verwaiste der Zoo und verfiel.

### Wildpark

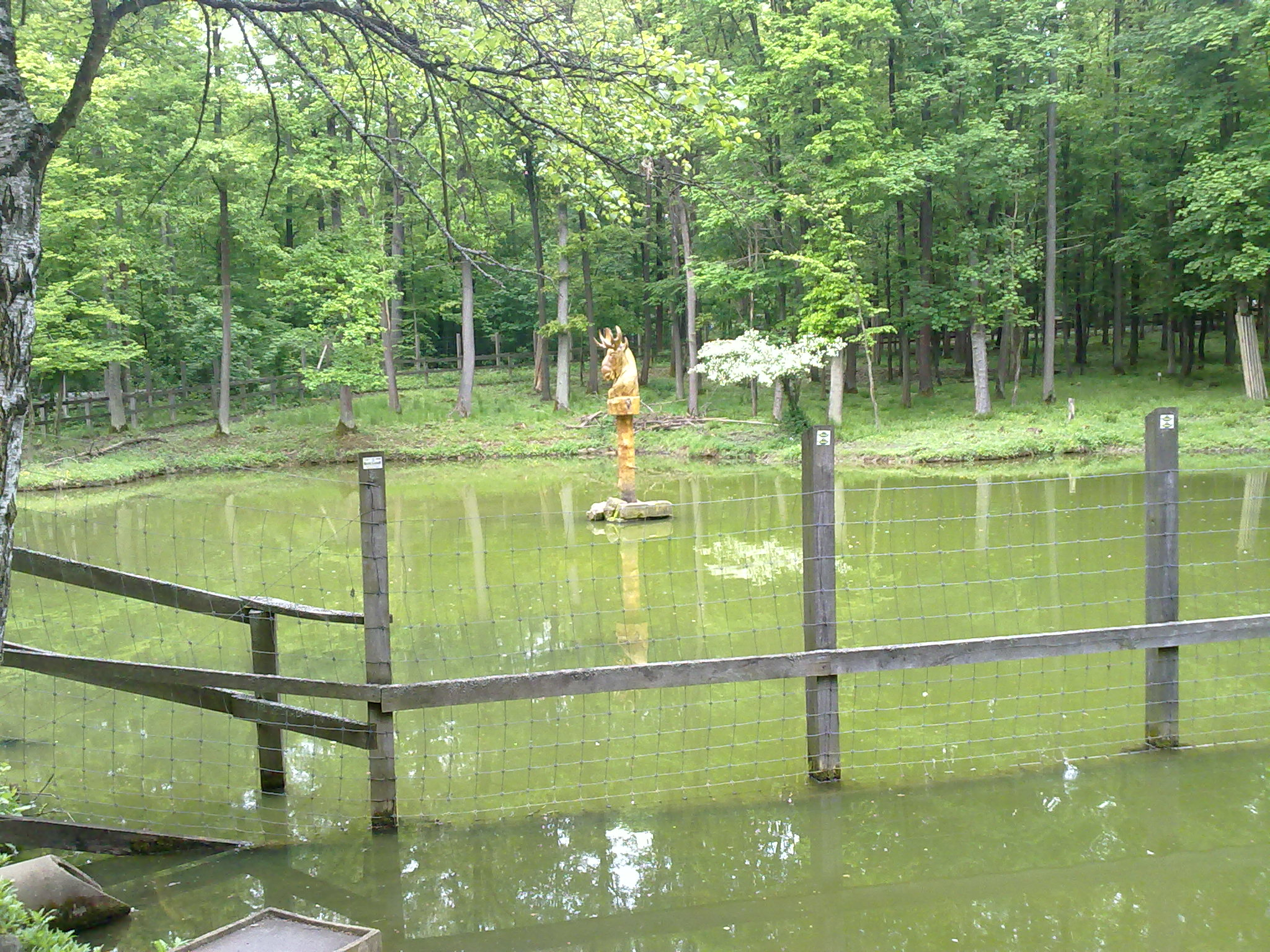
Ententeich beim Elchgehege

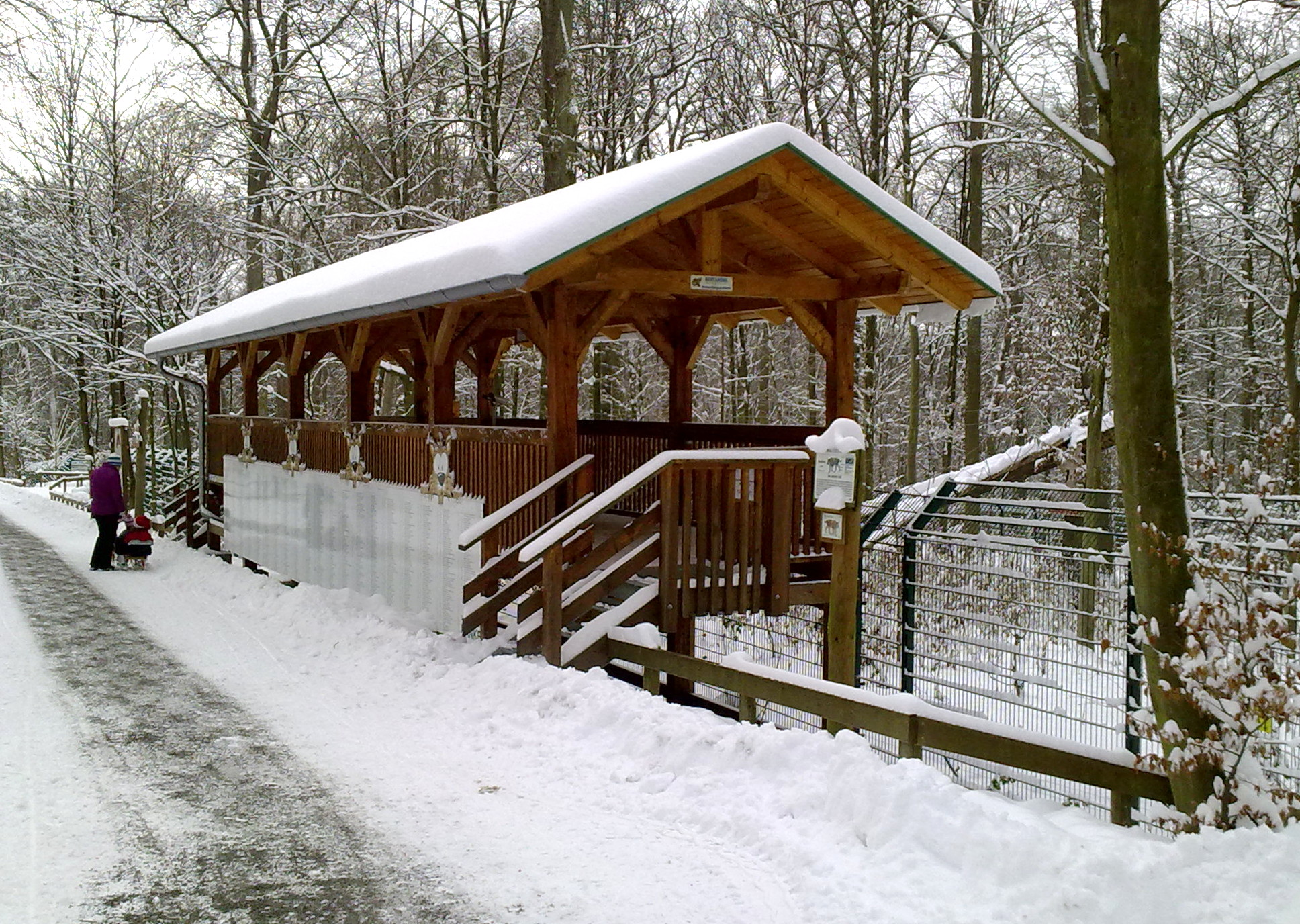
Luchsgehege

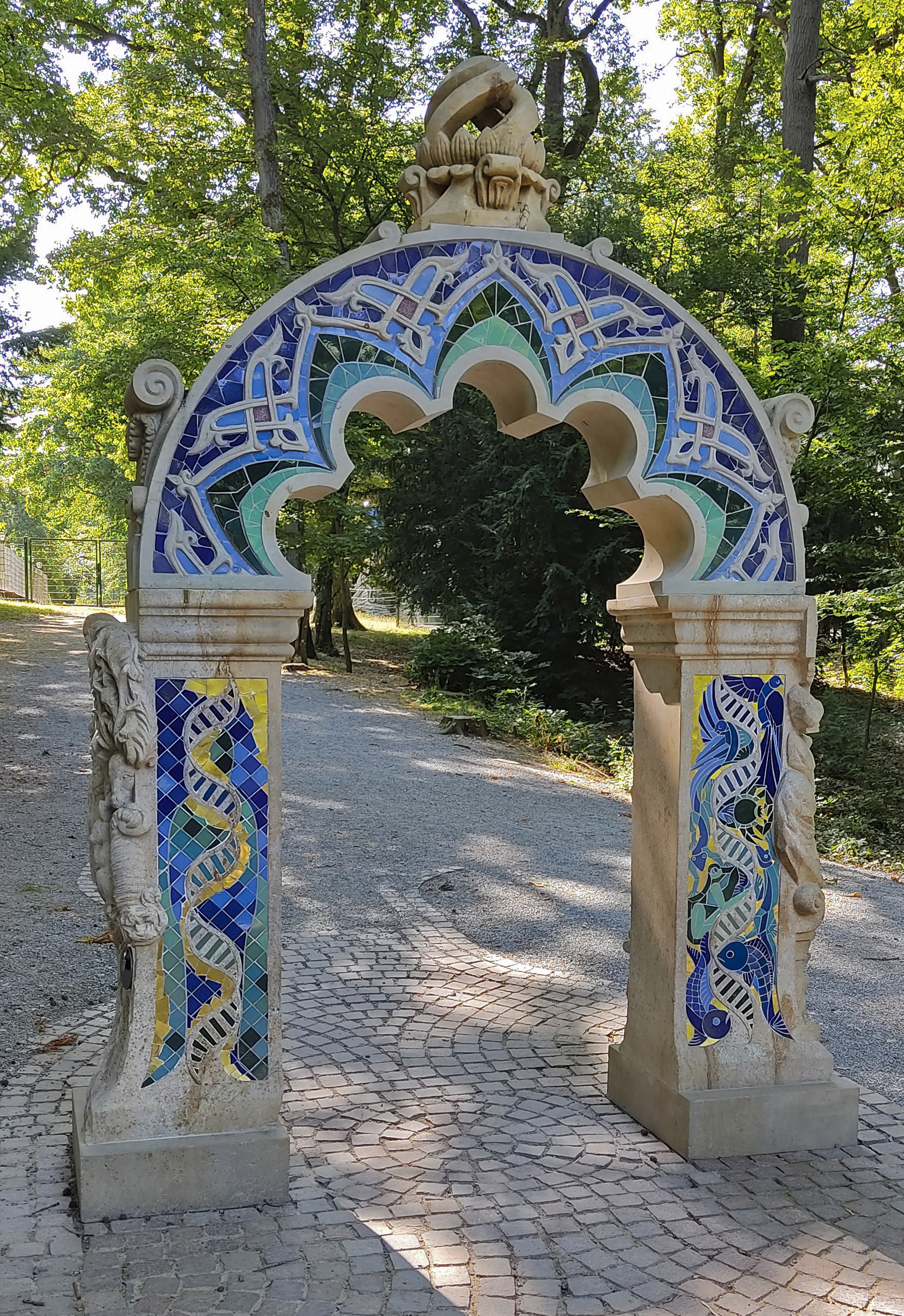
„Tor der Wünsche“

Ab 1962 wurde 2,5 Kilometer weiter nördlich, an heutiger Stelle, der sogenannte Waldspielplatz mit ersten Tiergehegen aufgebaut. Das Areal war auf den durchführenden Waldwegen immer begehbar, das offizielle Eröffnungsjahr des Wildparks war 1966. Für Planung, Bauleitung und Gestaltung war das städtische Forstamt verantwortlich. Der Bau des Waldspielplatzes einschließlich Wasserspielplatz war 1977 abgeschlossen. Seit den 1990er Jahren wurde das weitläufige Areal durch zusätzliche Attraktionen (z. B. Elche, Geier, Schaubauernhof, Themenspielplätze) zum heutigen Wildpark an den Eichen erweitert und ausgebaut.
Der Wildpark wurde in der Stadt mit meist hohen Gewerbesteuereinnahmen im Laufe der Zeit immer weiter ausgebaut und mit zusätzlichem Personal versehen. Der Park besitzt im Stadtwald nahezu grenzenloses Erweiterungspotenzial.

## Beschreibung

### Tiere
Rund 50 Tierarten sind im Wildpark beheimatet, darunter Huftiere wie Mufflons, Damhirsche, Elche, Luchse, Hochlandrinder und Wildschweine, Walliser Schwarzhalsziegen und zahlreiche Vogelarten in Volieren. Insgesamt leben im Wildpark 460 Tiere, vorwiegend aus Europa, aber auch aus anderen Erdteilen. Die Gehegebeschriftung ist auch in Englisch. Zudem verfügt der Wildpark über einen Streichelzoo.
2016 wurde zum 50-jährigen Jubiläum des Wildparks ein Schaubauernhof als fränkischer Dreikanthof mit Haustieren eröffnet. Er besitzt ein Wasserbecken für die Tiere.

### Erlebnisparcours GoWild
Schüler des Alexander-von-Humboldt-Gymnasiums entwickelten den Erlebnis- und Lernparcours GoWild. Dort können Basiskonzepte der Biologie (z. B. die Individualentwicklung einer Eiche von der Frucht bis zum Baum) an lebenden Pflanzen und Tieren vertieft und erlebt werden.

### Freizeiteinrichtungen
Viele, teilweise große Freizeiteinrichtungen befinden sich insbesondere im südlichen Bereich des Parks, mit einem großen Wasserspielplatz, einer Picknick- und Liegewiese, Kneippbecken, einem Skulpturenpark, dem Chinesischen Turm, dem Tor der Wünsche, mehreren Themenspielplätzen, einem Baumhaus mit Riesenröhrenrutsche, einem Minigolfplatz und Tischtennis.

### Biergärten
Zwei große Biergärten liegen im  Wildpark bzw. an dessen Rand: die Waldschenke und der Biergarten beim TV Jahn am nördlichen Ausgang.

### Veranstaltungen
Im Schaubauernhof (siehe: Tiere) befindet sich ein Raum für Veranstaltungen für Kinder. Waldpädagogische Führungen werden nach Terminvereinbarung angeboten. Die Waldweihnacht findet jährlich an einem Sonntag Mitte Dezember statt.

### Wildparkakademie
Die Akademie ist für Kinder zwischen zehn und zwölf Jahren, Semesterbeginn ist im März. Die Wildparkakademie vermittelt Wissen über Tiere und ihre Umwelt, auch über die eigene Haltung und Pflege von Tieren. Die Akademie gibt Gelegenheit, Dinge zu sehen und zu erleben, die Besuchern sonst verborgen bleiben. Exkursionen in den umgebenden Stadtwald und zu vielen anderen Orten, wie Tierheim oder Bauernhof, erweitern das Angebot. Dazu können handwerkliche Fähigkeiten erlernt werden, wie Brot backen bei der Bäckerei oder das Flechten von Körben. Teilnehmer können auch gemeinsam mit regionalen Produkten kochen, die zur Jahreszeit passen.

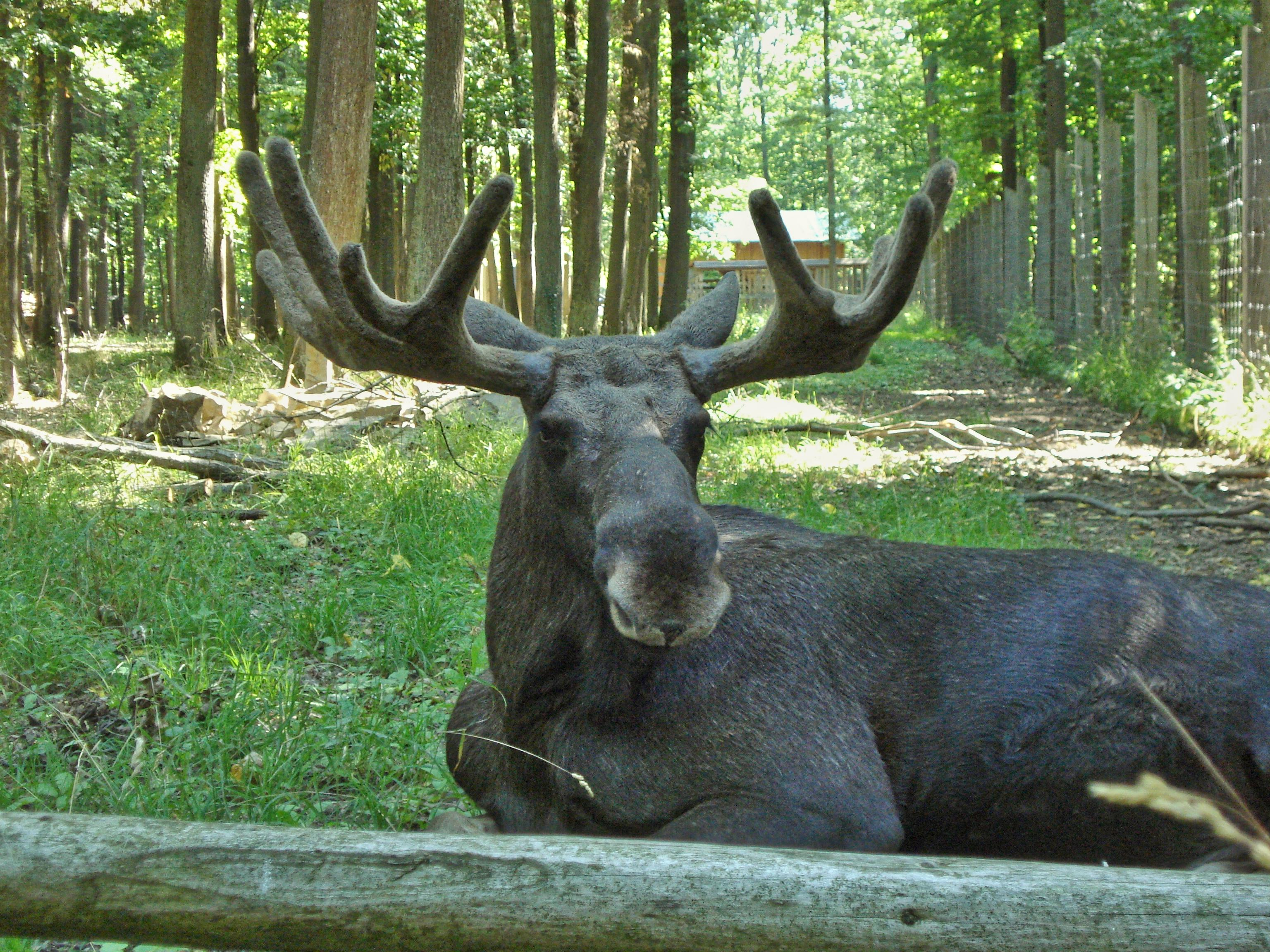
Elchgehege
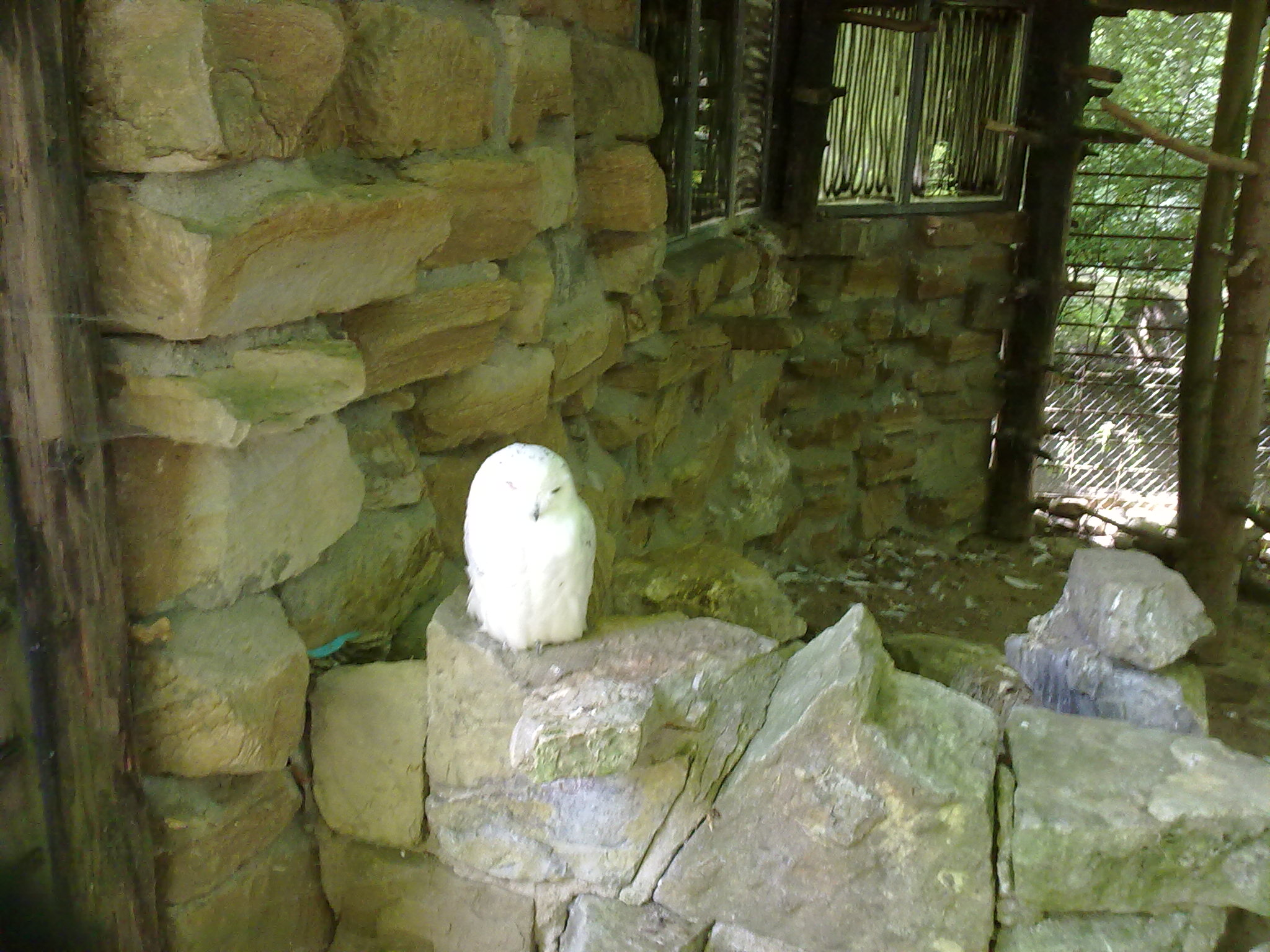
Schneeeule
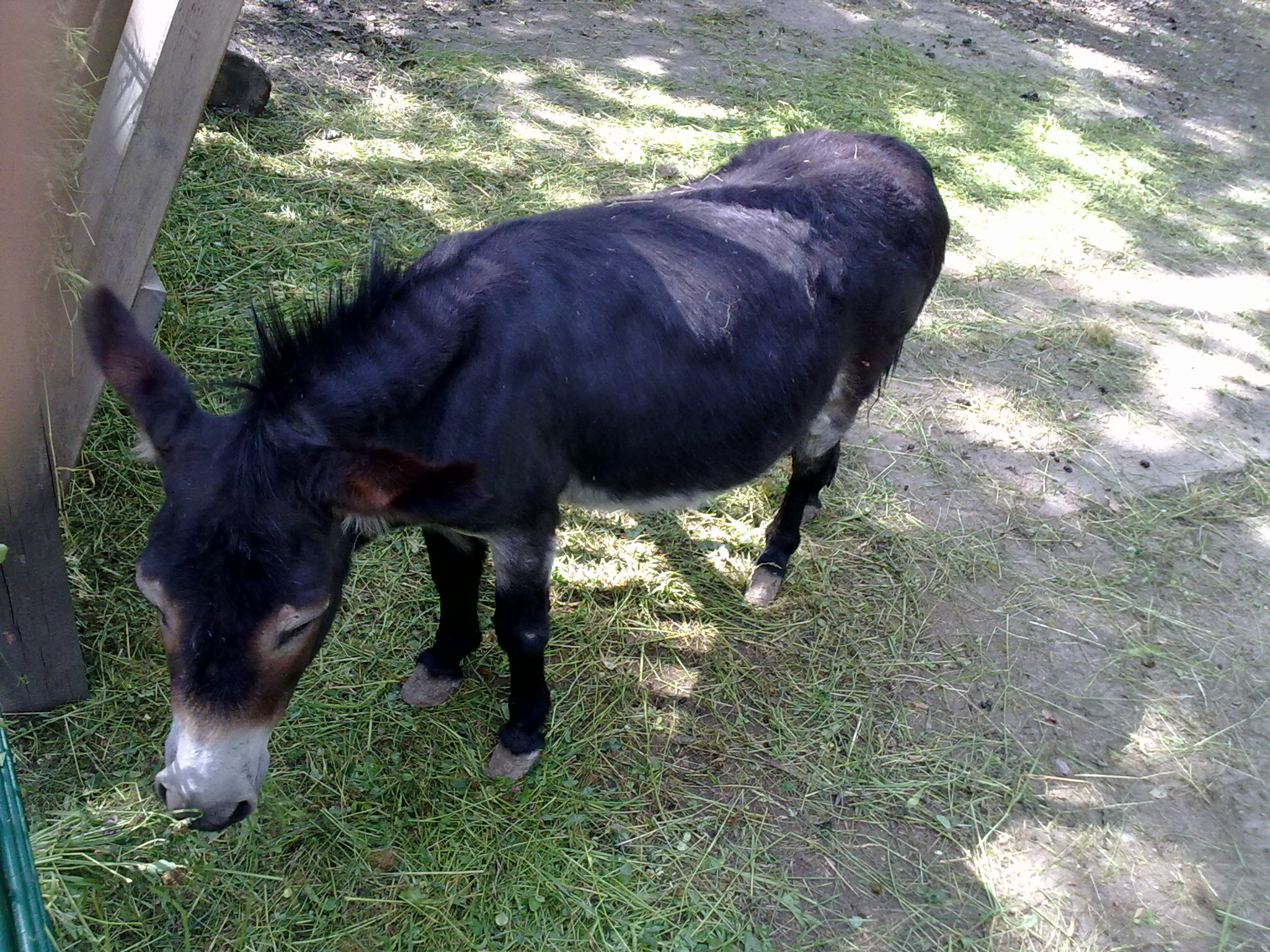
Esel Max
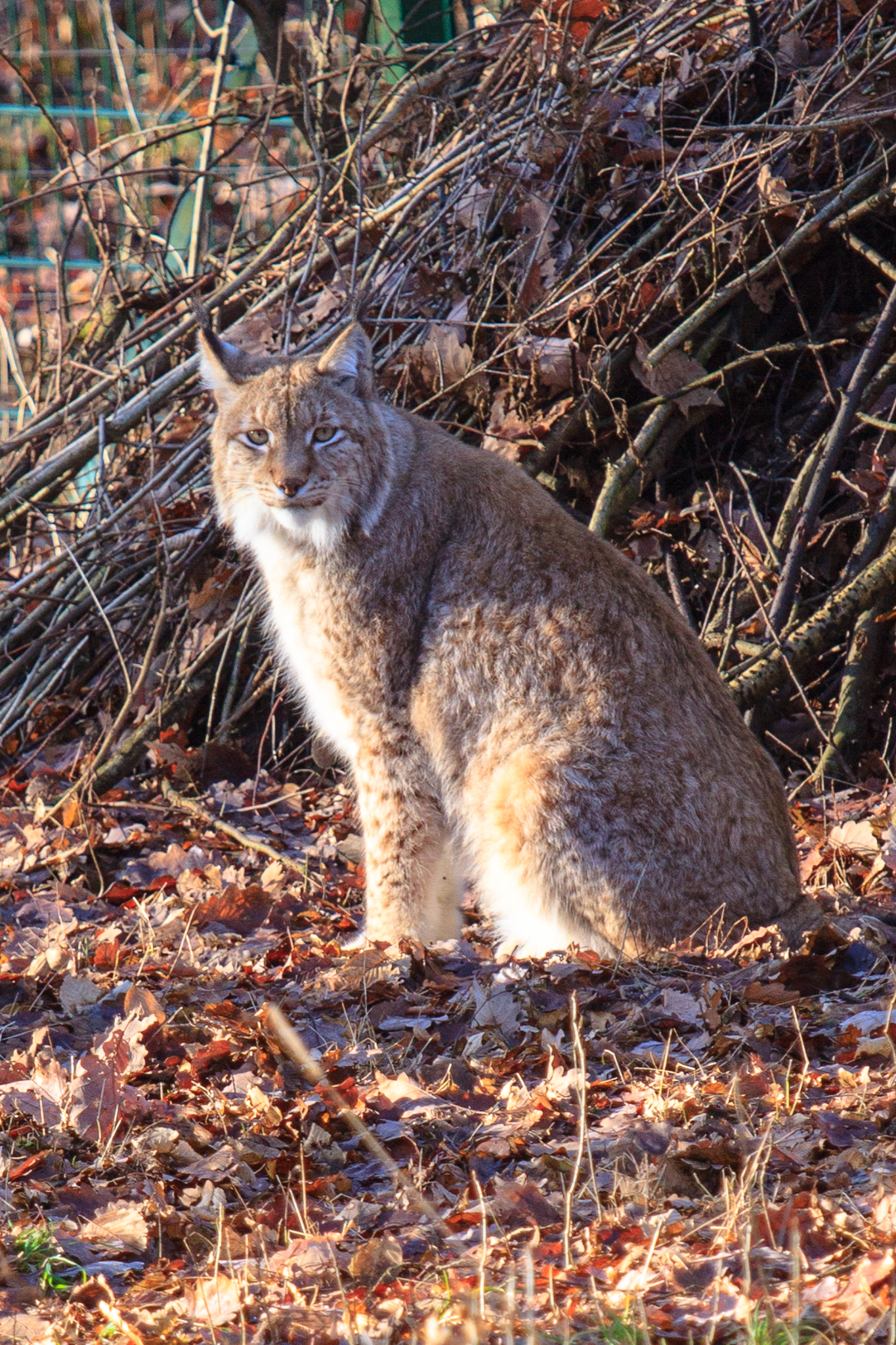
Luchs

## Finanzierung
Finanziert wird der Park aus städtischen Mitteln, von rund 50 Hauptsponsoren, durch Spendenaktionen, Tierpatenschaften und Zuwendungen des Fördervereins Freunde des Wildparks Schweinfurt, der 2012 gegründet wurde.

## Nähere Umgebung

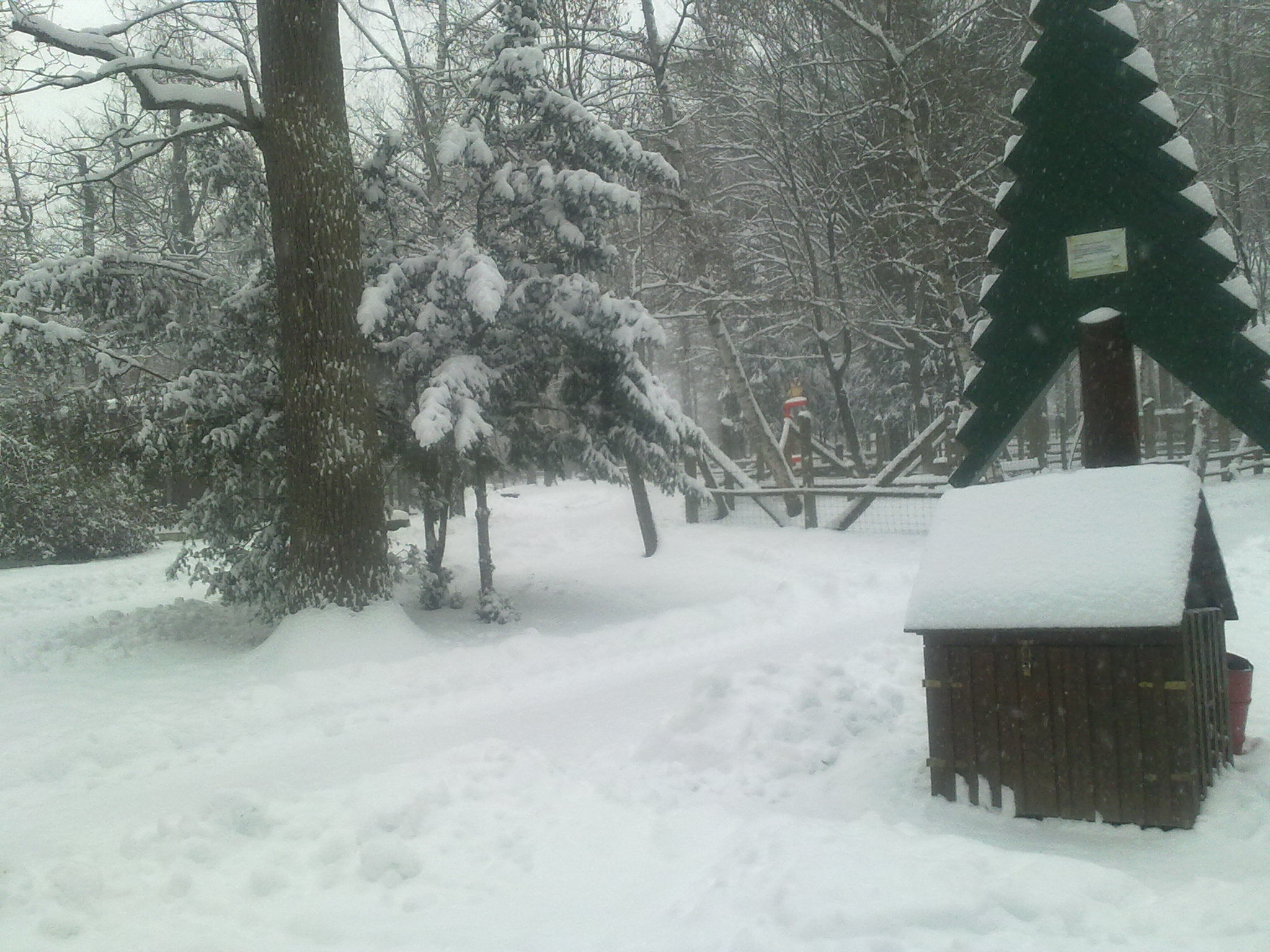
Wildpark als Ausgangspunkt für Wanderungen in die Schweinfurter Rhön, im Winter 2010

Der Wildpark ist wichtigster Ausgangspunkt für Wanderungen in den Stadtwald und die Schweinfurter Rhön. Vom Wildpark führen Wege bis zum Brönnhof mit Bayerns größtem Nationalen Naturerbe (Wildpferde).
Bis in die 1980er Jahre wurde in dieser bis 421 m ü. NHN gelegenen Region noch Wintersport betrieben, u. a. Skilanglauf an der Hütte des Deutschen Alpenvereins An der Haselstaude bei Thomashof. Heute ist die Region bei weniger Schnee winterliches Wandergebiet. Die angelegte Rodelbahn vom Wildpark in den  Zellergrund besteht noch.